# Massiccio del Sirino
Il massiccio del Sirino è un massiccio montuoso della Basilicata che comprende alcune tra le maggiori cime dell'Appennino meridionale (Appennino lucano): Monte Papa (2005 m), Cima De Lorenzo (2004 m), Timpa Scazzariddo (1930 m) e Monte Sirino (1907 m), rappresentando l'estrema propaggine meridionale del Parco nazionale dell'Appennino Lucano Val d'Agri Lagonegrese.

## Origine del nome
La denominazione del massiccio prende il nome dalla vetta principale, che è superata in altezza solamente dal monte Papa. Il nome Sirino deriva a sua volta dal nome antico del fiume che vi nasce, Siris, l'attuale Sinni, la cui radice sanscrita sar significa scorrere, fluire. Alla foce del fiume, collegata al mar Ionio nel tratto costiero tra Policoro e Rotondella, anticamente era situata la città di Siris. Quando, nel V secolo a.C., fu vinta e distrutta dai tarantini, gli abitanti furono spinti nell'entroterra in direzione dell'alta valle del fiume, costituendo quei popoli sirini menzionati da Plinio che diedero poi il nome alla montagna.

## Descrizione

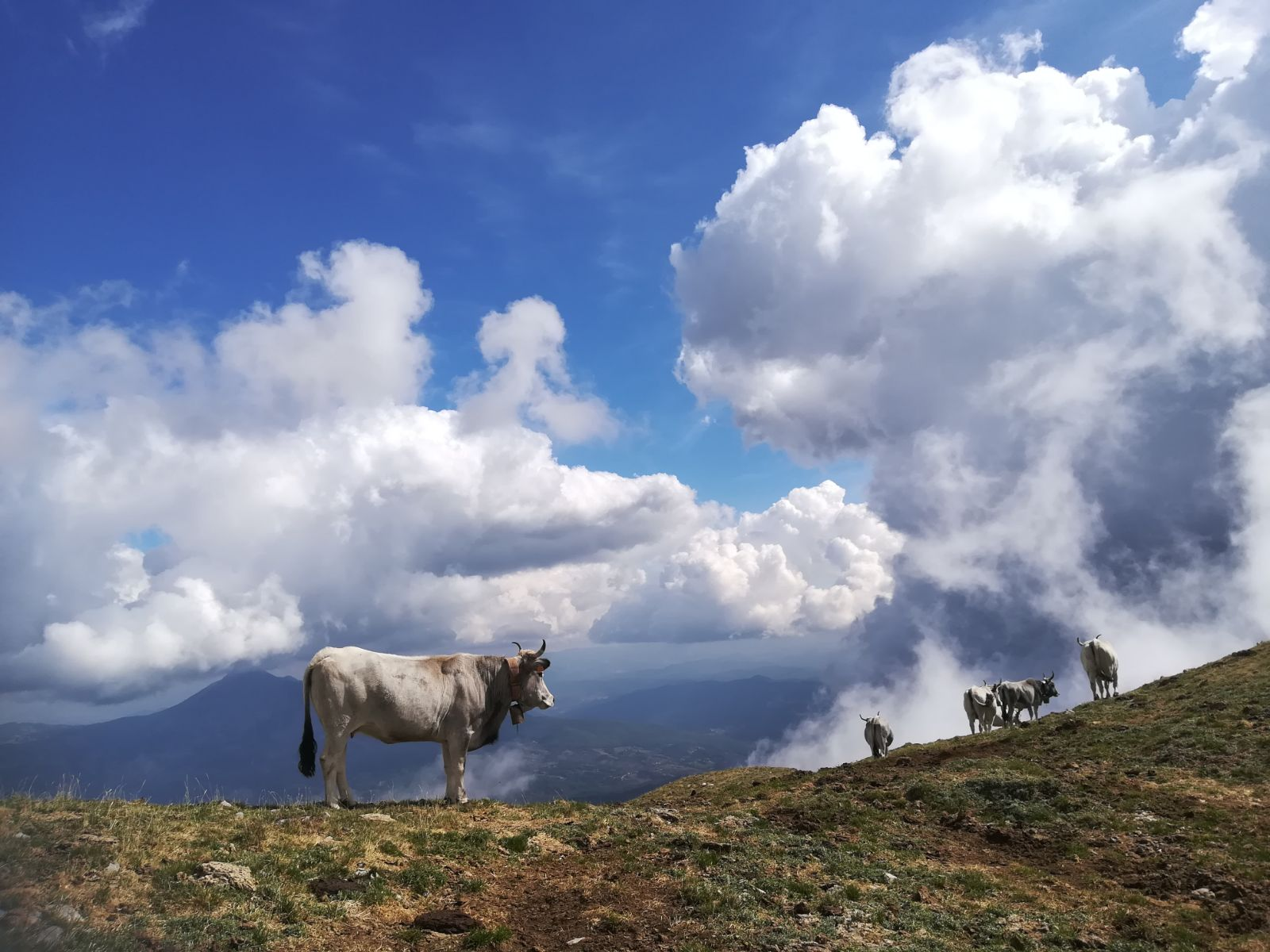
Monte Papa, vetta

Dall'aspetto imponente, ma compatto, il gruppo montuoso è situato a ridosso del mar Tirreno dominando il Golfo di Policastro, nella parte sud occidentale della regione Basilicata (comuni di Lagonegro e Lauria) e sovrasta le valli solcate dai fiumi Noce, Sinni ed Agri.
Dalle sue vaste e spoglie praterie di vetta, lo sguardo spazia verso il le guglie irte e selvose dei monti La Spina e Zaccana, l'imponente acrocoro del Pollino, il vasto ed immacolato bosco Magnano, i ripidi contrafforti del monte Alpi e del Raparo.

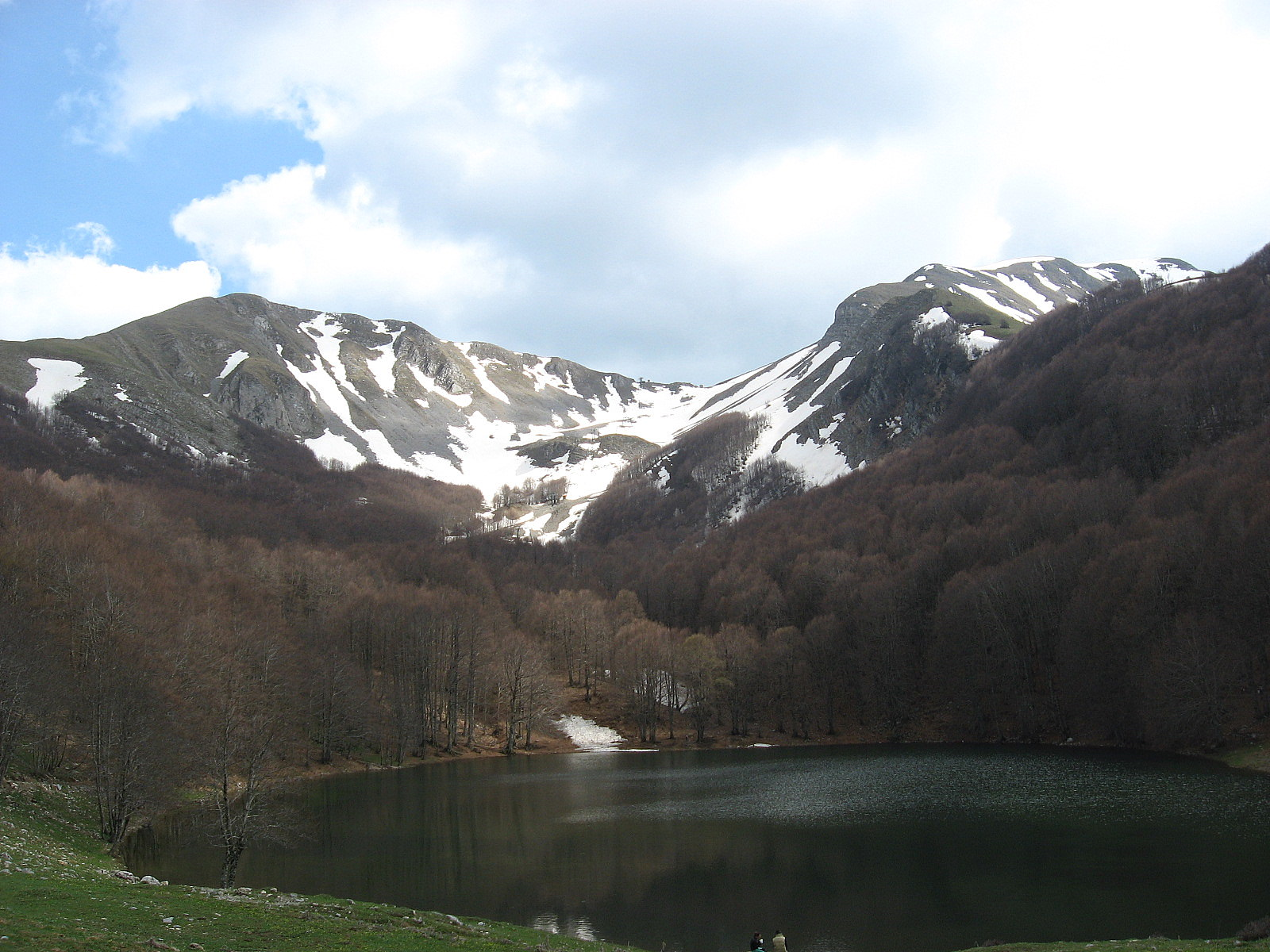
Lago Laudemio. I maggiori circhi di origine glaciale si affacciano sul lato nord del massiccio.

### Rilievi principali

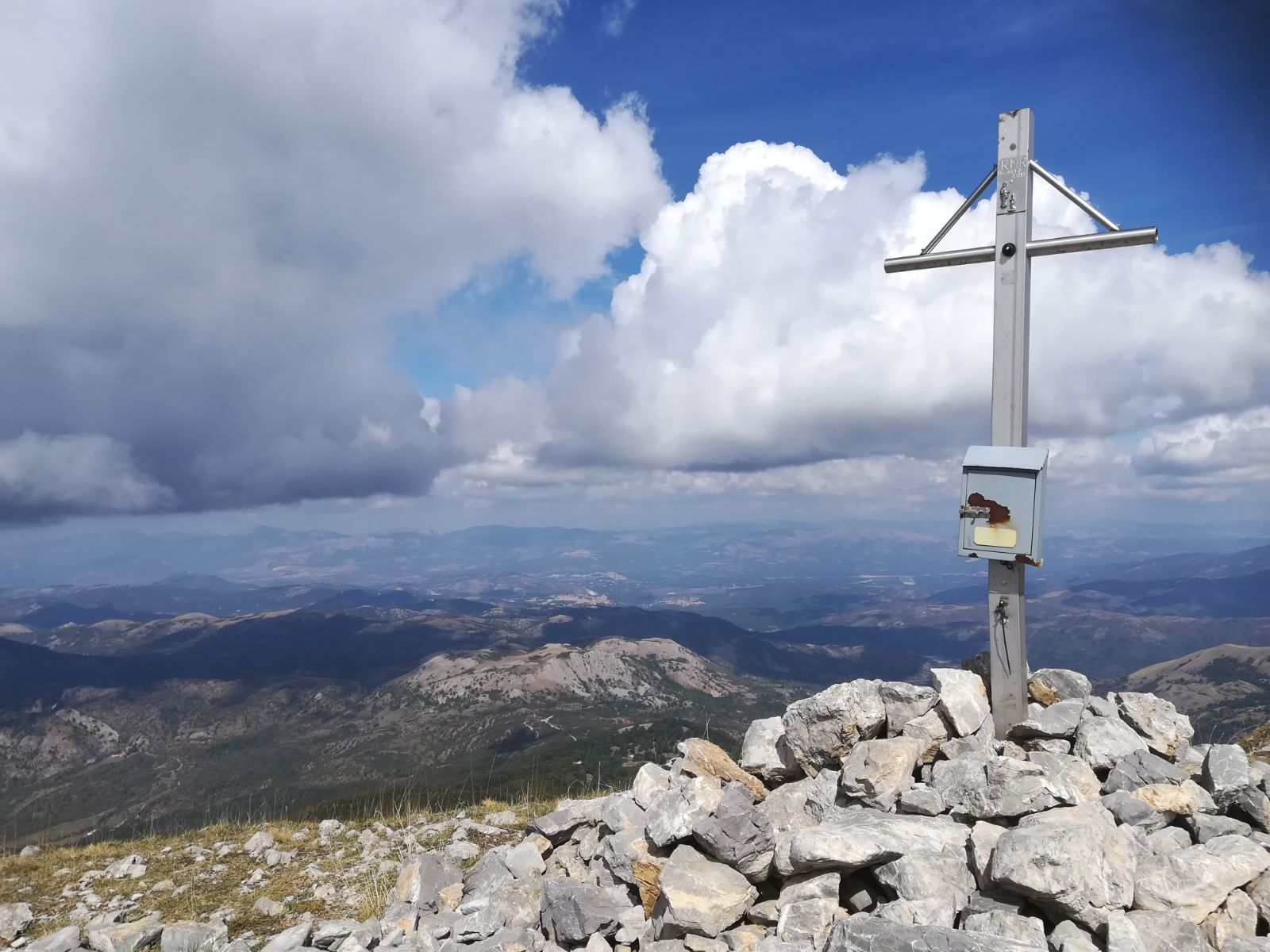
Monte Papa, vetta (2005 metri)

| Monte Papa          | m. 2.005 |
| Cima De Lorenzo     | m. 2.004 |
| Timpa Scazzariddo   | m. 1.930 |
| Monte Sirino        | m. 1.907 |
| Serra Giumenta      | m. 1.518 |
| Tempa di Roccarossa | m. 1.500 |
| Monte Gurmara       | m. 1.429 |
| Rocca Rossa         | m. 1.408 |

### Geologia

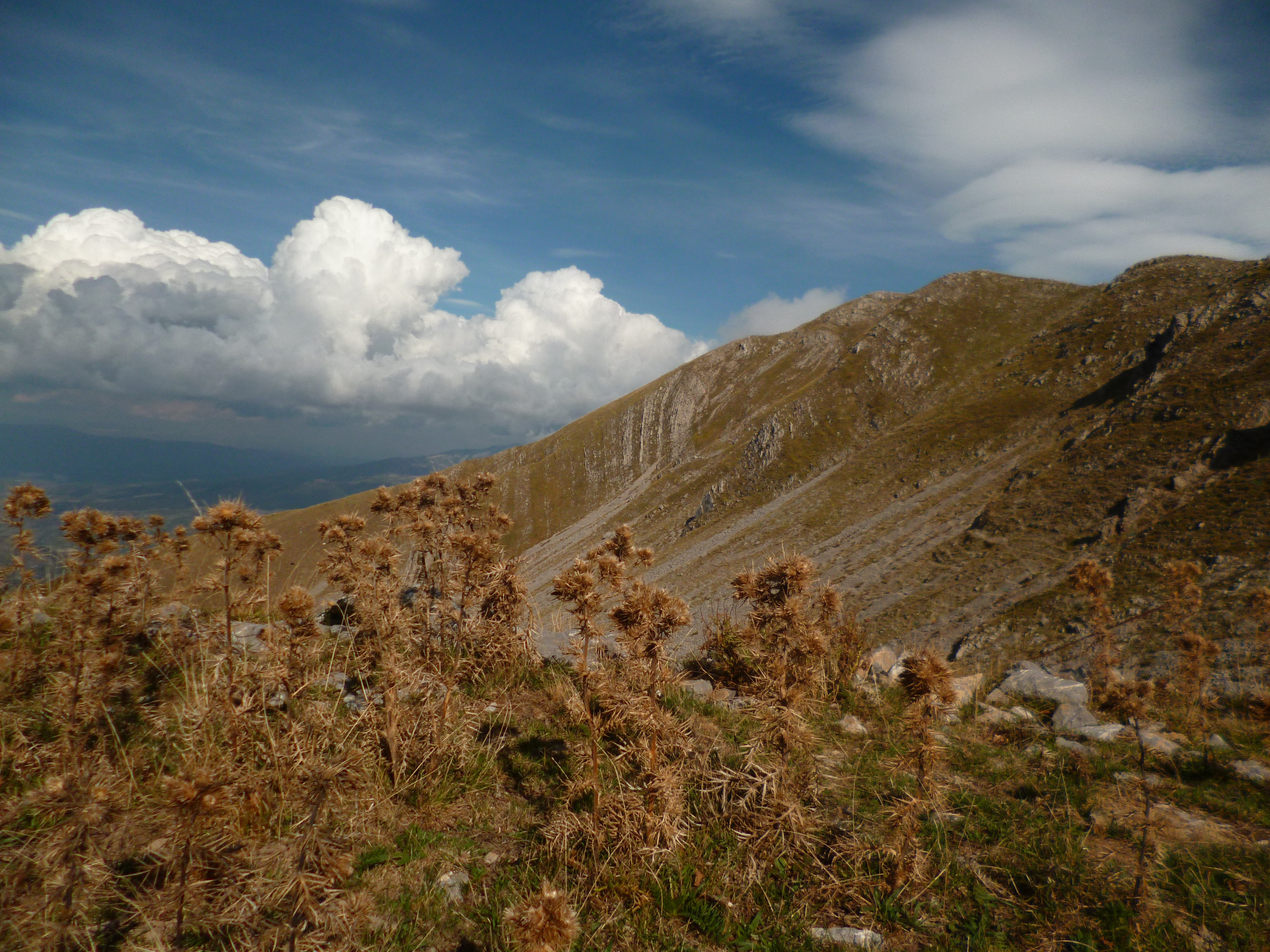
Timpa Scazzariddo

Come la gran parte della vicina dorsale costituita dai monti Pierfaone, Volturino e Viggiano, anche l'origine di questo massiccio è antichissima, ascrivibile ad un periodo anteriore alla sollevazione della stessa catena appenninica.
Importanti resti di fossili appartenuti ad animali preistorici (mammouth, rinoceronti, orsi, grosse tigri, jene, rettili imponenti), così come le tracce umane nella grotta di Latronico, documentano dal punto di vista archeologico i segni di un'antichissima presenza umana ed animale.

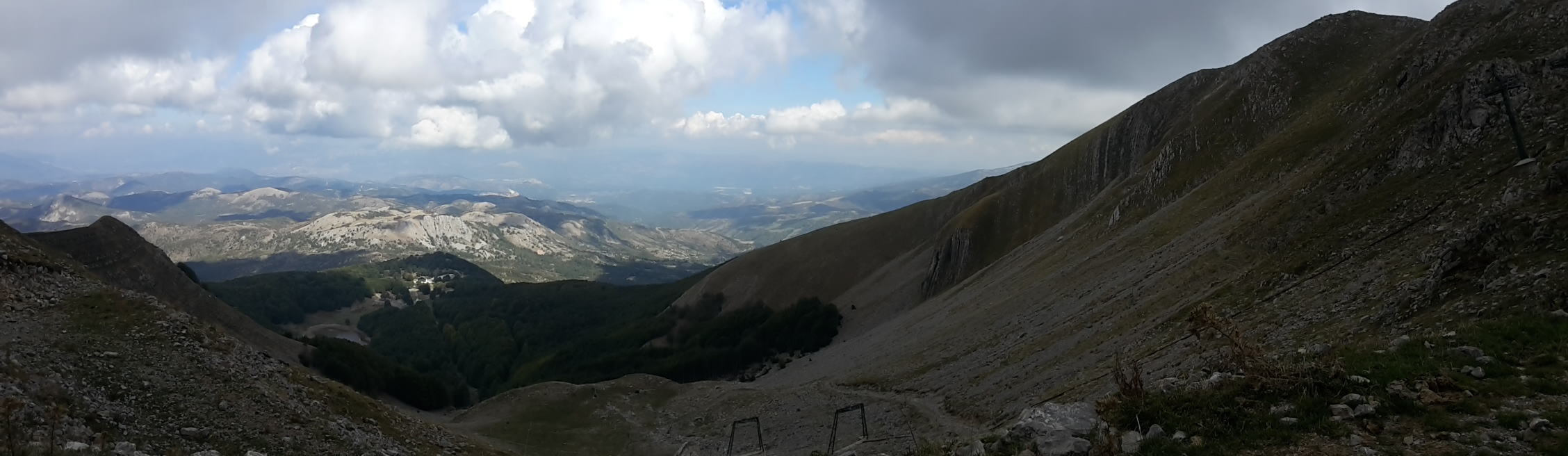
Timpa Scazzariddo e lago Laudemio

### Glacialismo
A causa dell'influenza dovuta alla vicinanza del Tirreno, il gruppo è investito da precipitazioni particolarmente abbondanti (tra le più copiose dell'intero arco appenninico): da 2.000 a 2.500 mm in media all'anno, che d'inverno si trasformano in una spessa e candida coltre nevosa, la cui fusione, peraltro, è piuttosto attardata.

### Idrografia
Per tale motivo tutto il territorio del Sirino è ricchissimo d'acque: dalle sue pendici sgorgano molteplici sorgenti, che vanno ad alimentare numerosi corsi d’acqua oltre che deliziosi laghetti. Il massiccio segna lo spartiacque appenninico tra i bacini dei fiumi Agri e Sinni ad est e dei fiumi Calore e Noce ad ovest

Il Remmo o Laudemio, posto ad un'altitudine di 1.525 m, è il lago di origine glaciale più meridionale d'Italia: esteso per poco più di due ettari ed immerso in una fitta ed alta faggeta, il bacino si è formato a seguito dello sbarramento costituito dalla morena frontale di un grande ghiacciaio, che nel Quaternario scendeva per circa quattro chilometri dal lato nord del monte Papa (2.005 m), sino ad arrivare in località Petinachiana. 

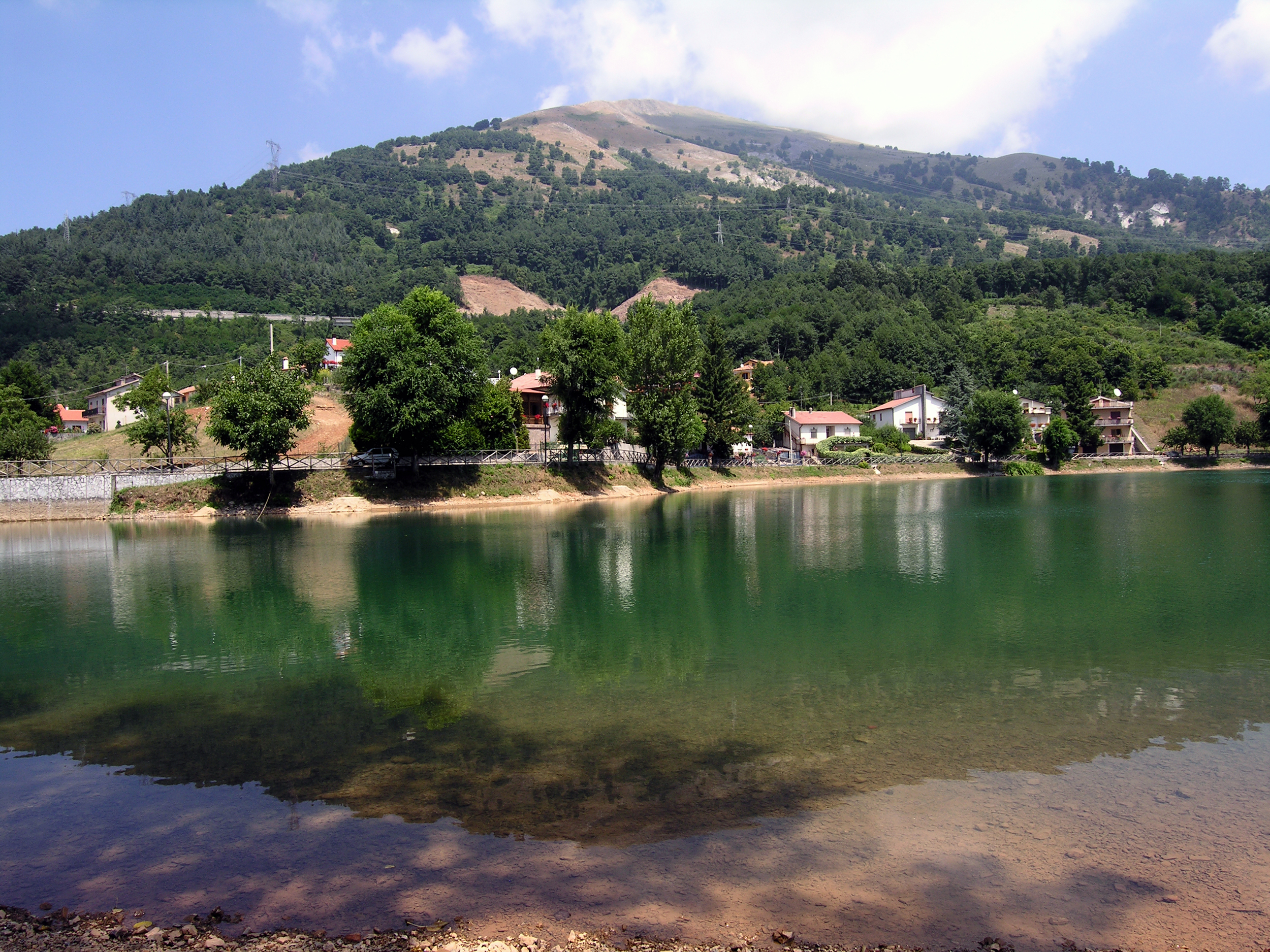
Lago Sirino

Anche il lago (o stagno) Zapano è di origine glaciale: la conca che lo delimita è dovuta alla morena frontale di un secondo ghiacciaio che, incuneandosi nella valle del Cacciatore, scendeva dal lato nord occidentale del monte Sirino (1.907 m).
Infine, un ghiacciaio più piccolo occupava il vallone Niello, muovendosi dal versante meridionale del monte Papa.
Situato alle pendici del massiccio, ad una quota di 788 m e con una superficie di circa cinque ettari (variabile a seconda delle precipitazioni), il lago Sirino è un tipico lago di sbarramento che assume una forma irregolarmente ellittica. Le sue acque limpide sono alimentate da una piccola sorgente a monte, dalle piogge abbondanti e da piccoli affioramenti scaturenti dal versante sud occidentale della montagna.

### Clima
Il clima in vetta è rigorosamente appenninico, caratterizzato da inverni rigidi con nevicate abbondanti (che persistono fino a tarda primavera), ed estati fresche e ventose. D'inverno in prossimità della vetta si possono verificare temperature estremamente basse, con punte inferiori di −10 °C, mentre d'estate è raro raggiungere i 20 °C e le giornate si presentano quasi sempre ventose. Le precipitazioni sono abbondanti tutto l'anno, con picchi superiori ai 2.000 mm. Queste condizioni climatiche hanno permesso un eccezionale sviluppo della flora, con enormi foreste e bacini naturali, come il Lago Sirino e il Laudemio.

## Ambiente

### Flora e fauna

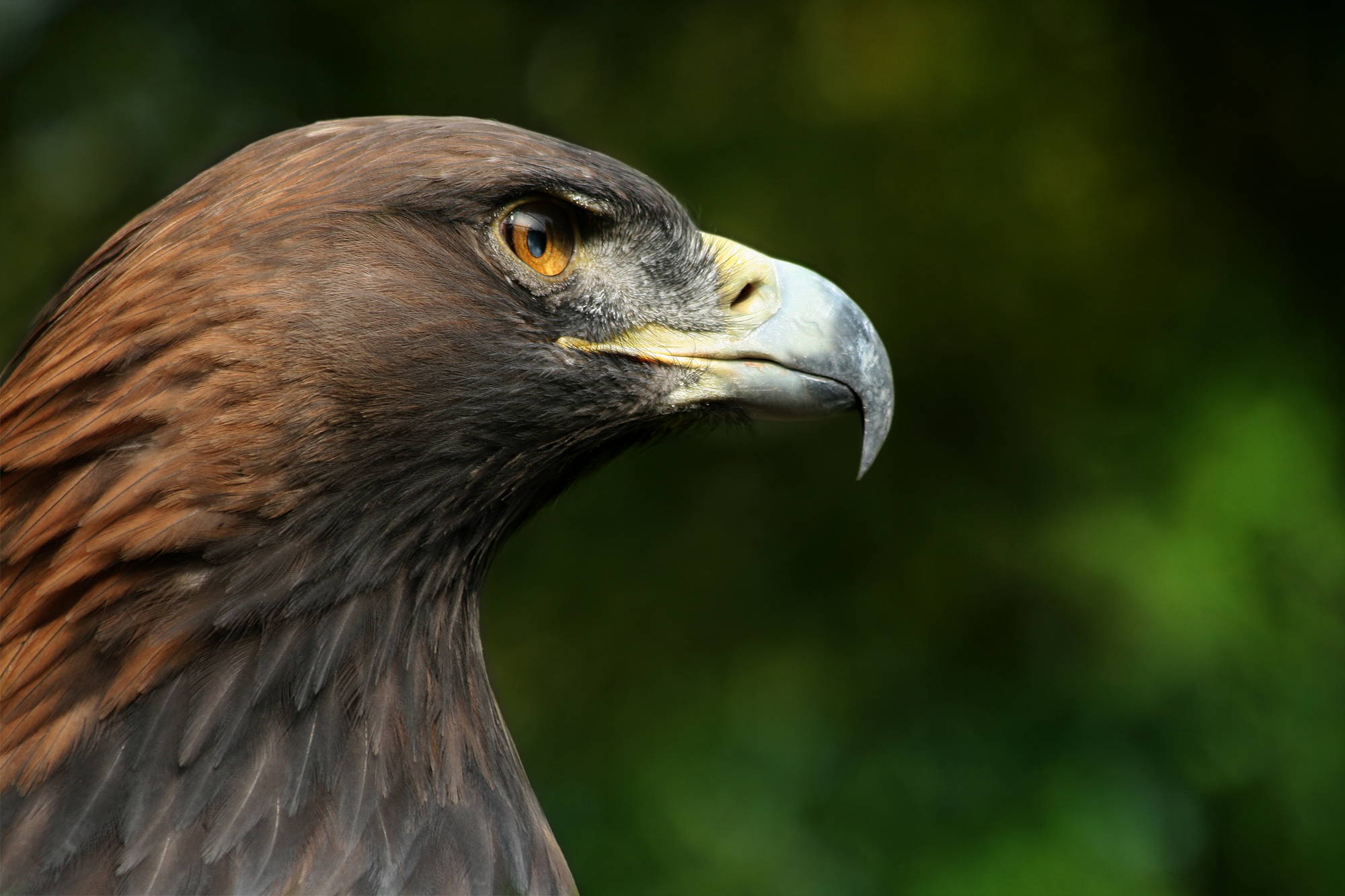
Tra le vette del massiccio non è difficile scorgere in volo l'aquila reale.

Particolarmente ricche si presentano la flora e la fauna. Al di sopra dei 900 m fitti boschi di faggio si alternano a quelli di ontano (con le caratteristiche foglie cuoriformi), carpino, pioppo ed abete bianco; al di sotto di tale quota è l'habitat della quercia e del castagno.
Tra le specie animali in via d'estinzione è segnalata la presenza del lupo appenninico e del capriolo; tra i volatili, quella del gufo reale, dell'aquila reale, del falco pellegrino e del nibbio, con le due specie, bruno e reale. Piuttosto comuni sono i colombacci, le ghiandaie, i picchi rossi maggiori e i picchi verdi, le cornacchie grigie e i corvi imperiali.

### Rifugi
- Rifugio Italia (località Lago Laudemio – Lagonegro)
- Rifugio Conserva (località Conserva di Lauria – Lauria)

## Turismo

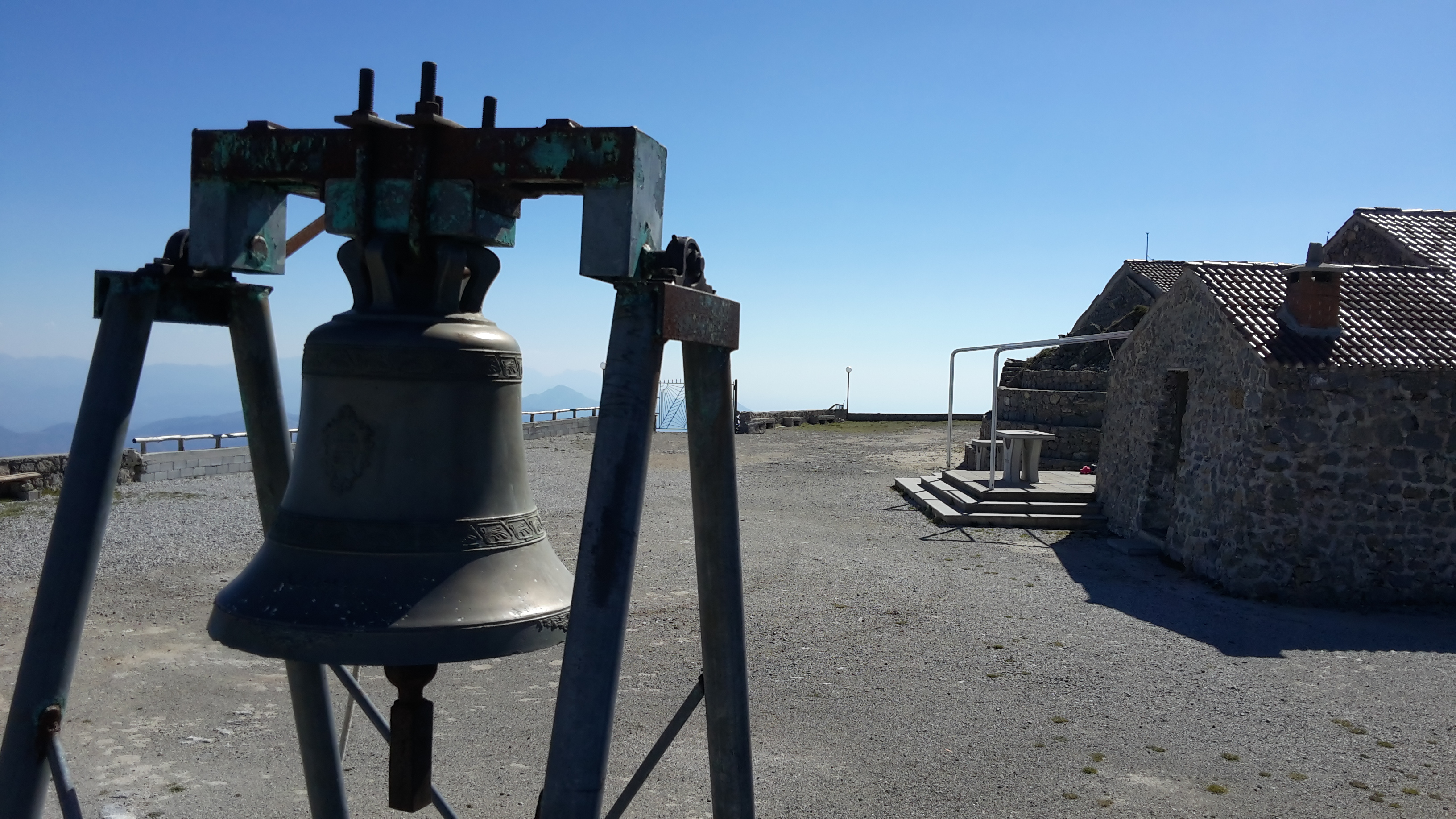
Monte Sirino, santuario Madonna del Sirino

Sul Sirino è presente un attrezzato comprensorio sciistico dove si può praticare sia lo sci alpino che lo sci di fondo. Il Comprensorio è servito da una seggiovia e da cinque moderne sciovie.
A causa della posizione geografica favorevole, dell'abbondanza di precipitazioni nevose e dell'altitudine cui sono poste, le piste rimangono spesso aperte sino a primavera inoltrata.
Soprattutto le due cime maggiori, il Papa e il Sirino, sono spesso meta di alpinisti ed escursionisti. 
Sul Sirino è presente il Santuario della Madonna della Neve del Monte Sirino, molto venerata dai lagonegresi e dagli abitanti della Valle del Noce. 

### Ciclismo
Il Sirino è stato più volte arrivo di tappa del Giro d'Italia:
| Anno | Giorno    | Tappa | Percorso                            | km  | Vincitore di tappa  | Maglia rosa      |
| ---- | --------- | ----- | ----------------------------------- | --- | ------------------- | ---------------- |
| 1995 | 20 maggio | 8ª    | Marina di Acquappesa > Monte Sirino | 209 | Laudelino Cubino    | Tony Rominger    |
| 1996 | 25 maggio | 7ª    | Amantea > Monte Sirino              | 164 | Davide Rebellin     | Davide Rebellin  |
| 1999 | 19 maggio | 5ª    | Terme Luigiane > Monte Sirino       | 144 | José Jaime González | Laurent Jalabert |